# William Keating
William Hypolitus Keating, né le 11 août 1799 à Wilmington, dans le Delaware, et mort le 7 mai 1840 à Londres, était un géologue américain.

## Biographie
Son père, le baron John Keating, était d'origine irlandaise et avait servi comme officier dans l'armée française, aux Antilles, avant de s'installer à Wilmington. William Keating est élève à l'université de Pennsylvanie, puis en France et en Suisse, où il étudie l'exploitation minière. En 1822, il devient professeur de chimie et de minéralogie à l'Université de Pennsylvanie.
Il est principalement connu aujourd'hui pour sa participation à l'expédition de Stephen Long dans la région des Grands Lacs, en 1823, dont il publia un compte-rendu l'année suivante. Il fut le premier à émettre l'hypothèse de l'existence d'un ancien lac aujourd'hui appelé lac Agassiz, beaucoup plus vaste que les lacs actuels, qui se serait formé à la fin de la dernière glaciation, pendant que les glaciers d'Amérique du Nord se retiraient. 
Il n'était pas à proprement parler botaniste. Toutefois certaines de ses publications rendaient compte de travaux botaniques de Lewis David von Schweinitz.